# تنمية بشرية (اقتصاد)
التنمية البشرية من منظور مؤسس مؤشر التنمية البشرية التابع للأمم المتحدة محبوب الحق ، هي المساعدة في توسيع خيارات البشر وقدراتهم على العيش الكريم وتوسيع المشاركة الديموقراطية والتنمية الاقتصادية والإجتماعية. حيث يعد التطوير والتنمية الذاتية جزء منها.

## مقدمة
أصدرت الأمم المتحدة تقريرا سمي ب مؤشر التنمية البشرية في دول العالم، ويقيم المؤشر مجهودات التنمية البشرية في كل دولة بين
1: جيد جدا و0:انعدام التنمية البشرية. انظر الخريطة
| 0.950 أكثر من 0.900–0.949 0.850–0.899 0.800–0.849 0.750–0.799 | 0.700–0.749 0.650–0.699 0.600–0.649 0.550–0.599 0.500–0.549 | 0.450–0.499 0.400–0.449 0.350–0.399 under 0.350 غير معروف |

خريطة عالمية تشير إلى مؤشر التنمية البشرية (2013)

صدر التقرير في عام 1991 وقام بإعداده عالم الاقتصاد الباكستاني محبوب الحق، حيث أكد فيه أن التنمية البشرية لا تؤدي مهامها دون أن يكون هناك نمواًاقتصادي مصاحب، وإلا لن يكون هناك تحسن في الأحوال البشرية عموماً.
وفي العام 1994 صدر تقرير التنمية من الأمم المتحدة الذي أكد أن التنمية البشرية هي نموذج هام من نماذج التنمية والتي من خلالها يمكن لجميع الأشخاص توسيع نطاق قدراتهم البشرية إلى أقصى حد ممكن وتوظيفها أفضل توظيف في جميع الميادين. ويخلص التقرير إلى أن التنمية البشرية بقدر ما هي مسعى لتحسين حياة الأجيال الحاضرة فهي كذلك صمام أمان يحمي خيارات الأجيال التي لم تولد بعد. ذلك أن التنمية المستدامة تعمل على توفير الإنصاف داخل الجيل الواحد وبين الأجيال المتعاقبة، فكما أن الجيل الحالي يتحمل عادة معاشات التقاعد للجيل السابق، فإن الجيل القادم سوف يتحمل مصروفات معاشات الجيل الحالي العامل. ذلك أن ديون الدولة تتحملها في المقام الأول الأجيال القادمة حيث إن تلك الديون هي ديون طويلة الأجل.
تظهر التنمية بوضوح الفارق بين الدخل ورفاهية الإنسان من خلال قياس معدل الإنجازات في مجالات الصحة والتعليم والدخل. ويعطي دليل التنمية في بلد ما صورة أكثر وضوحا لحالة مجتمع ورفاهيته من الصورة التي يعطيها الدخل وحده. التنمية البشرية مبنية في المقام الأول على إتاحة الفرصة للمواطن بأن يعيش نوع الحياة الذي يختارها ومزاولة العمل المناسب لهم – وعلى تزويدهم بالأدوات المناسبة والفرص المؤاتية لللوصول إلى تلك الخيارات. وفي السنوات الأخيرة، سعى تقرير التنمية البشرية بقوة إلى إثبات أن هذه المسألة هي مسألة سياسة تقوم بها الدولة بقدر ما هي مسألة اقتصاد – من حماية حقوق الإنسان إلى تعميق الديمقراطية والعمل الجماعي. والتنمية البشرية تنمي قدرات أبناء الوطن بصفة أساسية، وتراعي في نفس الوقت حصول الأقليات دينية أو عرقية أو من المهاجرين على حقوقهم السياسية والاجتماعية والاقتصادية في المجتمع من التعليم والوظائف والمدارس والمستشفيات والعدالة والأمن وغيرها.

## التطور
بدأ مفهوم التنمية البشرية يتضح عقب انتهاء الحرب العالمية الثانية وخروج البلدان التي شاركت في الحرب مصدومة من الدمار البشري والاقتصادى الهائل وخاصة الدول الخاسرة.
فبدأ بعدها تطور مفهوم التنمية الاقتصادية وواكبها ظهور التنمية البشرية لسرعة إنجاز التنمية لتحقيق سرعة الخروج من النفق المظلم والدمار الشامل الذي لحق بالبلاد بسبب الحروب.
ومن هذا التاريخ بدأت الأمم المتحدة تنتهج سياسة التنمية البشرية مع الدول الفقيرة لمساعدتها في الخروج من حالة الفقر التي تعاني منها مثل ما قامت به مع كل من: بنغلاديش وباكستان وغانا وكولومبيا وكثير من الدول الأخرى، مستغلة في ذلك خبرات البلاد التي أصبحت متقدمة لاتباعها هذا المنهاج.
تطور مفهوم التنمية البشرية ليشمل مجالات عديدة منها: التنمية (الإدارية- والسياسية -و التعليمية - والثقافية)، ويكون الإنسان هو القاسم المشترك في جميع المجالات السابقة.
ولهذا فتطور الأبنية: الإدارية والسياسية والتعليمية والثقافية له مردود على عملية التنمية الفردية من حيث تطوير انماط المهارات والعمل الجماعي والمشاركة الفعالة للمواطن في عملية التنمية بغرض الانتفاع بها.
وعلى هذا يمثل منهج التنمية البشرية الركيزة الأساسية التي يعتمد عليها المخططون وصانعواالقرار لتهيئة الظروف الملائمة لإحداث التنمية الاجتماعية والاقتصادية والتطور بالمجتمع على طريق الرخاء والرفاهية.
ويمكن إجمال القول إن التنمية البشرية هو المنهج الحكومي في المقام الأول الذي يهتم بتحسين نوعية الموارد البشرية في المجتمع وتحسين النوعية البشرية نفسه، كما تهتم كل مؤسسة وكل شركة بتنمية قدرات العاملين فيها سواء على المستوى الإداري شموليا لتشمل كل العاملين على جميع مستوياتهم الوظيفية.

## أهم عوامل التنمية البشرية
- الأوضاع السياسية: عدم احتكار السلطة وتحقيق الديمقراطية.
- الأوضاع السكانية: الاستغلال الأمثل للموارد البشرية
- الأوضاع السكنية: ارتفاع مستويات المعيشة وليس بالضروري انخفاض الكثافة السكانية وخير مثال على ذلك الصين فهي محققة لأكبر قدر من التنمية البشرية والكثافة السكانية مرتفعة للغاية
- الأوضاع الإدارية: تطور أساليب الإدارة واعتماد أسلوب التخطيط.
- أوضاع العمل: تطور تقسيم العمل وارتفاع المهارات الفنية والإدارية.
- الأوضاع التقنية: استخدام التقنية وتوطينها
- الأوضاع الصحية: تحسن مستويات الرعاية الصحية وانخفاض الوفيات وارتفاع معدلات الحياة.
- الأوضاع التعليمية: تطور أساليب التعليم.
- الأوضاع الاجتماعية: نمو ثقافة العمل والإنجاز وتغير المفاهيم المقترنة ببعض المهن والحرف.
- الأوضاع الطبقية:مرونة البناء الاجتماعى والمساواة الاجتماعية.
- الأوضاع النفسية:ضرورة تهيئة المناخ النفسى العام والتشجيع على التنمية